# بالاسنگریزه
بالا سنگریزه یکی از روستاهای شهرستان ساری در استان مازندران ایران است. این روستا در دهستان «اسفیوردشوراب» بخش مرکزی شهرستان ساری جای دارد.
بر اساس سرشماری سال ۱۳۸۵، جمعیت این روستا ۷۴۶ نفر (۱۷۹ خانوار) بوده‌است.